# ナリク
ナリク（Nalïqu / Nalïγu, ペルシア語: ناليقو Nālīqū、? - 1309年）は、チャガタイ家の第14代当主で、チャガタイ・ハン国の第9代ハン（在位：1308年 - 1309年）。1504年にムハンマド・シャイバーニー・ハンの命によって編纂された『勝利の書なる選ばれたる諸史』（Tawārīkh-i Guzīda-yi Nuṣrat Nāma）など後代の一部史料ではタリク（タリグ、 تاليغو Tālīghū）としている場合もあるが、14世紀以降に編纂された『集史』『五族譜（Shu'ab-i Panjgāna）』『高貴系譜（Mu'izz al-Ansāb）』などの史料では、おおよその場合「ナリク」（ ناليقو Nālīqū）としているため、本項目でも「ナリク」とする。

## 生涯
チャガタイの孫であるブリの孫で、カダカイ・セチェンの息子である。ケルマーン・カラヒタイ朝君主ルクヌッディーン王女トゥルカーンを母に持ち、彼はイスラム教を信仰していた。
1308年にゴンチェクが死去すると、ドゥア一門に適当な後継者がいなかったため、チャガタイ家の長老格である彼がハンに即位した。即位後はイスラム教の保護を推進すると共に、ドゥアの一族とドゥア派のアミール（貴族）を圧迫したため、ナリクの従兄弟であるオルグがドゥア家の人間の即位を要求して挙兵した。ナリクはオルグを敗死させ、ブカ・テムル・ハンの孫ヤサウルを初めとした諸王の反抗も鎮圧する。
ヒジュラ暦708年（1308年 - 1309年）、ドゥアの子の一人のケベクは、ナリクに仕えていたドゥア派のアミール達に助けを求め、ウーザン・バートルらアミール達は求めに応じた。アミール達によって祝宴の席に火が放たれ、酔いつぶれていたナリクと諸将は殺害された。

## 家系
- チャガタイ (Čaγatai>察合台／چغتاى Chaghatāī)
  - モエトゥケン (Mö'etüken>مواتوكان Muwātūkān)
    - ブリ (Buri>不里／بورى Būrī)
      - アビシュカ (Abišqa>ابيشقه Abīshqa)
      - 威遠王アジキ (Aǰiqi>阿只吉／آجيقی Ājīqī)
      - カダカイ・セチェン (Qadaqai Sečen>قداقی سچان Qadāqaī Sachān)
        - ナリク (Nalïqu>تالیقو Nālīqū)
        - ブク (Buqu>بوقو Būqū)
        - ブカ・テムル (Buqa Temür>بوقا تیمور Būqā Tīmūr)
        - ブカ (Buqa>بوقا Būqā)

      - アフマド (Aḥmad>احمد Aḥmad)
      - エブゲン (Ebügen>ابوكان Abūkān)

## 関連書籍
- 以下の書籍にチャガタイ・ハン国の君主の系図が収録されている。

1. 小松久男（編）『中央ユーラシア史』（新版 世界各国史4）山川出版社、2000年
2. 小松久男・梅村坦・宇山智彦・帯谷知可・堀川徹（編）『中央ユーラシアを知る事典』平凡社、2005年